# Język col
Język col, także: cul, sindang, saling, lembak (Bese Sindang) – język austronezyjski używany w prowincjach Bengkulu i Sumatra Południowa w Indonezji.
Według danych z 2000 r. posługuje się nim 145 tys. osób. W latach 90. XX w. oszacowano, że ma 264 tys. rodowitych użytkowników. Obszar jego użycia obejmuje kabupaten Musi Rawas (w Sumatrze Południowej), rejon gór Barisan wokół Curup i Guru Agung (w Bengkulu) oraz pewien obszar na północny wschód od miasta Bengkulu. Dzieli się na kilka dialektów: lembak delapan, sindang kelingi, beliti, lubuk linggau. Różnice dotyczą intonacji i części leksyki.
Jest wykorzystywany w różnych sferach życia (zarówno w sytuacjach formalnych, jak i nieformalnych). Odgrywa rolę dodatkowego języka na początkowym etapie edukacji. W użyciu są też języki indonezyjski i palembang/musi, które służą do komunikacji międzyetnicznej.
Należy do grupy języków malajskich, według klasyfikacji Ethnologue stanowi część tzw. makrojęzyka malajskiego. J. McDowell i K. Anderbeck (2020) postulują włączenie col do dialektów musi.
Nazwa „col” lub „cul” pochodzi od charakterystycznej formy przeczenia. Sporadycznie spotykane określenie „saling” wzięło się od nazwy rzeki. Istnieją także inne nazwy odnoszone do tego języka, nawiązujące do nazw miejscowości.
Brak rozwiniętej tradycji literackiej, choć w przeszłości był znany lokalny system pisma (surat ulu). Istnieje tradycja przekazu ustnego.